# Calyptophractus retusus
Calyptophractus retusus є видом броненосця родини Chlamyphoridae. Зустрічається в Аргентині, Болівії та Парагваї. Його природними середовищами існування є субтропічні або тропічні сухі чагарники та субтропічні або тропічні сухі низинні луки. Мешкає на сухих трав'янистих ділянках і зустрічається лише в місцях з легкими піщаними ґрунтами, в яких може зариватися. Йому загрожує втрата середовища існування та переслідування. Це єдиний вид в роду Calyptophractus.

## Опис
Calyptophractus retusus є невеликим видом, що досягає довжини від 140 до 175 міліметрів з хвостом довжиною близько 35 міліметрів і вагою до кілограма. Як і в інших броненосців, він має смуги броні на дорсальній (верхній) поверхні, але, як і у Chlamyphorus truncatus, але на відміну від більшості інших броненосців, ці смуги зрощені з його тазом і хребтом. Вони м’які за текстурою і пов’язані зі шкірою, що надає тілу гнучкості. Вони різко закінчуються в задній частині тіла. Черевна поверхня вкрита щільним шерстистим волоссям, а на дорсальній поверхні також є рідкісні волоски. Передні лапи мають форму черпака і вигнуті кігті, а задні мають гострі кігті для риття.

## Поведінка
Поведінка виду мало вивчена. Він проводить більшу частину часу в неглибоких норах, які він викопує, і його рідко можна побачити над землею вдень. Якщо його потривожити, він може швидко заритися і може заблокувати вхід до своєї нори своїми задніми пластинами. Він всеїдний і харчується черв'яками, личинками комах, комахами, равликами, корінням і насінням.
Звички розмноження цього виду майже невідомі. Період вагітності, ймовірно, становить близько чотирьох місяців, як і в інших видів броненосців. Молодняк є ранньостиглим і може пересуватися протягом кількох годин після народження. Їхній бронежилет не твердне, поки їм не виповниться кілька тижнів, і приблизно в цей же час їх відлучать від грудей. Статевозрілими вони стають у віці від шести місяців до року.